# التهاب جراب العرقوب
التهاب جراب العرقوب (بالإنجليزية: Achilles bursitis)‏ هو التهاب الجراب الواقع أعلى مَغرَز الوتر في عَظْم العَقِب، ويحصل نتيجةً لفرط الاستعمال وارتداء الأحذية الضيقة.